# Тобус, Филип
Филип Тобус (англ. Philip Toubus, Paul Thomas; 17 апреля 1949, Уиннетка, Иллинойс — 10 июня 2025) — американский порноактёр и режиссёр, известный также как исполнитель роли апостола Петра в фильме Нормана Джуисона «Иисус Христос — суперзвезда».
Филип Тобус родился в деревне Уиннетка, штат Иллинойс в богатой семье. Перед тем, как начать актёрскую карьеру, он изучал политические науки в университете Висконсин-Мэдисон. В конце 1960-х Филип отправился в Нью-Йорк, где участвовал в бродвейской постановке мюзикла «Волосы». В 1973 году он снялся в роли апостола Петра в фильме Нормана Джуисона «Иисус Христос — суперзвезда». Затем, подписав контракт с агентством William Morris Endeavor, Тобус переехал в Голливуд, где участвовал в различных телевизионных постановках.
Некоторое время Тобус принимал участие в первых представлениях музыкального ревю Beach Blanket Babylon в Сан-Франциско, которое, продолжаясь до сих пор, является старейшим в Америке. Там он познакомился с братьями Митчелл, которые ввели его в мир порнобизнеса.
Начав сниматься в 1975 году под именем Пол Томас, актёр снялся более чем в 500 фильмах. В 1986 году он продолжил карьеру как режиссёр Vivid Entertainment и снял почти 300 фильмов. За свою деятельность Тобус получил большое количество профессиональных наград, в частности, семь премий AVN Awards и две XRCO Award как лучший режиссёр. В 2006 году он был включён в англ. Legends of Erotica Hall of Fame.
Умер 10 июня 2025 года в возрасте 76 лет.